# Авдеев, Николай Яковлевич
Никола́й Я́ковлевич Авде́ев (15 декабря 1912, хутор Дарганов, Область Войска Донского, Российская империя — 22 февраля 1996, Ростов-на-Дону, Российская Федерация) — советский математик. Представитель ростовской математической школы, ученик Д. Д. Мордухай-Болтовского. Специалист в области математического анализа, дифференциальных уравнений и математической химии. Доктор технических наук (1966), кандидат физико-математических наук (1944), профессор (1966), заведующий кафедрой математического анализа Ростовского педагогического института (1951—1982).

## Образование
- Математический факультет Ростовского-на-Дону педагогического института (окончил в 1940)
- Аспирантура Ростовского-на-Дону педагогического института (1941—1944)
- Кандидат физико-математических наук (1944, Ростовский государственный университет). Тема диссертации: «О приведении биномиальных интегралов к эллиптическим»
- Доктор технических наук (1966, Московский химико-технологический институт). Тема диссертации: «Об аналитическом методе расчета седиментометрического дисперсионного анализа»

## Биография
В 1931 году поступил на рабфак в Вятке, по окончании которого был зачислен на математический факультет Ростовского-на-Дону педагогического института. После окончания института с 1940 года работал директором и преподавателем математики Авило-Успенской средней школы Анастасиевского района Ростовской области, но уже с 1 сентября 1940 года был приглашён на должность ассистента кафедры математики Ростовского-на-Дону педагогического института, которой в то время заведовал основоположник ростовской математической школы Д. Д. Мордухай-Болтовской. В 1941 году поступил в аспирантуру к Мордухай-Болтовскому. С января 1946 года — доцент. В 1951—1982 гг. — заведующий кафедрой математического анализа РПИ. В 1966 году после защиты докторской диссертации был утверждён в учёном звании профессора.

## Научная и педагогическая деятельность
Основные направления научных исследований — конструктивный анализ и методика преподавания математики в средней и высшей школе.
Опубликовал более 230 научных работ, в том числе 6 монографий и 5 научно-методических пособий. Имеет 9 авторских свидетельств Комитета по делам изобретений и открытий при СМ СССР. Под руководством Авдеева защищены 12 кандидатских диссертаций. Научные работы Авдеева известны не только в России, но и за рубежом.
Результаты исследований опубликованы в монографиях: «Об аналитическом методе расчета седиментометрического дисперсионного анализа», «Расчет гранулометрических характеристик полудисперсных систем», «Аналитико статистические исследования кинетики некоторых физико-химических процессов» и др.
Участник и докладчик Третьего (1956, Москва) и Четвертого (1961, Ленинград) Всесоюзных математических съездов, XV Международного Конгресса математиков (1966, Москва); член президиума Ростовского математического общества.
Широкой популярностью пользовались написанные Н. Я. Авдеевым учебники и учебные руководства для высшей школы: «Задачник-практикум по курсу теории функций комплексного переменного» (вышло четыре издания общим тиражом 63000 экземпляров; переведён на казахский и узбекский языки), «Практикум по коллоидной химии и дисперсионному анализу» (в соавторстве с С. С. Воюцким и П. А. Панич) и др.

## Награды
- Медаль «За доблестный труд в Великой Отечественной войне 1941—1945 гг.»
- Медаль «За доблестный труд в ознаменование 100-летия со дня рождения В. И. Ленина»

## Почётные звания
- Отличник народного просвещения
- Отличник просвещения СССР

### Монографии
- Об аналитическом методе расчета седиментометрического дисперсионного анализа. — Ростов-на-Дону: Изд-во РГУ, 1964.
- Применение ультраакустики к исследованию вещества. — М.: МОПИ, 1964.
- Расчет гранулометрических характеристик полидисперсных систем. — Ростов-на-Дону: Ростовское книжное издательство, 1966.
- Аналитико-статистические исследования кинетики некоторых физико-химических процессов. — Ростов-на-Дону: Изд-во РГУ, 1971.

#### Учебные пособия
- Задачник-практикум по курсу теории функций комплексного переменного: Для математических специальностей педагогических институтов. — М.: Учпедгиз, 1959.
- Задачник-практикум по курсу теории функций комплексного переменного: Для студентов-заочников математических специальностей педагогических институтов. — Алма-Ата: Учпедгиз, 1960. [На казахском языке]
- Задачник-практикум по курсу теории функций комплексного переменного: Для студентов-заочников математических специальностей педагогических институтов. — Ташкент: Высшая школа, 1961. [На узбекском языке]
- Практикум по коллоидной химии и дисперсионному анализу. — М: Учпедгиз, 1967. (соавторы: Воюцкий С. С., Панич П. А.)

#### Важнейшие статьи
- О рациональном приведении некоторых биномиальных интегралов к ультраэллиптическим // Ученые записки Ростовского педагогического и учительского института. Вып. 1. — Ростов-на-Дону, 1949. — С.69—96.
- О рациональном интегрировании в конечном виде некоторых биномиальных интегралов // Ученые записки Ростовского педагогического института. Вып. 2. — Ростов-на-Дону, 1953. — С.21—29.
- Гармоническое решение обыкновенных дифференциальных уравнений первого порядка // Ученые записки Ростовского педагогического института. Юбилейный сборник. — Ростов-на-Дону, 1955. — С. 316—330.
- К вопросу о решении смешанной системы дифференциальных уравнений // Ученые записки Ростовского педагогического института. Вып. 3. — Ростов-на-Дону, 1955. — С. 59—70.
- Приложение конформного отображения к решению некоторых краевых задач // Ученые записки Ростовского педагогического института. Вып. 3. — Ростов-на-Дону, 1955. — С. 71—88.
- Гармоническое решение уравнения Пфаффа // Ученые записки Ростовского педагогического института. Вып. 4. — Ростов-на-Дону, 1957. — С. 75—78.
- Гиперболическое решение обыкновенных дифференциальных уравнений первого порядка // Ученые записки Ростовского педагогического института. Вып. 4. — Ростов-на-Дону, 1957. — С. 61—68.
- Построение аналитической функции, определяемой дифференциальным уравнением // Ученые записки Ростовского педагогического института. Вып. 4. — Ростов-на-Дону, 1957. — С. 69—74.
- К вопросу о нестационарной фильтрации жестких полудисперсных систем // Ученые записки Ростовского педагогического института. Вып. 5. — Ростов-на-Дону, 1960. — С. 165—173. (соавторы: Сутягин Е. И.)

### О Николае Яковлевиче Авдееве
- Архив ГАРО. Ф. Р-4066 "Ростовский педагогический институт". Оп. 4. Д. 1618 "Н.Я. Авдеев. Личное дело".
- Математика в СССР за сорок лет. 1917—1957. Т. 1/ Гл. ред. Курош А. Г. — М.: Физматгиз, 1959. — С. 379.
- История отечественной математики. Т. 4. Кн. 2. 1917—1967. — Киев: Наукова думка, 1970. — С. 553.
- Белозёров С. Е., Миесерова С. И., Ткачёва В. А. Механико-математический факультет Ростовского университета. Биобиблиографический справочник. Выпуск 2. Математики (1920—1970). — Ростов-на-Дону: Изд-во РГУ, 1972. — С. 14—34.
- История математического образования в СССР. — Киев: Наукова думка, 1975. — С. 180, 236.